# Apeadeiro de Pavia
O Apeadeiro de Pavia é uma gare encerrada do Ramal de Mora, que servia a localidade de Pavia, no Município de Mora, em Portugal.

## História

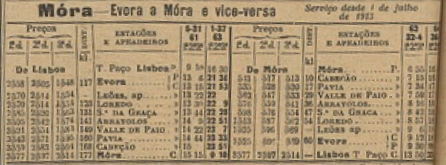
Horários do Ramal de Mora em 1913, onde esta gare aparece com a categoria de estação.

Quando se estiveram a fazer os estudos para o caminho de ferro de Lisboa à fronteira com Espanha, na década de 1850, um dos traçados propostos pelo engenheiro Thomaz Rumball alvitrava a passagem junto a Pavia, para depois seguir para Estremoz e Elvas.
Em 16 de Novembro de 1903, já tinha sido aprovado o ante-projecto do primeiro lanço da segunda secção da Linha de Ponte de Sôr, relativo ao troço entre Arraiolos e as proximidades de Pavia. O lanço do Ramal de Mora entre Arraiolos e Pavia abriu à exploração no dia 25 de Maio de 1908, enquanto que o tramo seguinte, até Mora, entrou ao serviço em 11 de Julho do mesmo ano.
Nos horários de Julho de 1913, esta interface possuía a classificação de estação, sendo servida pelos comboios entre Évora e Mora.
Em 13 de Outubro de 2023 foi lançado o concurso para a exploração turística de várias antigas gares ferroviárias na região do Alentejo, incluindo o apeadeiro de Pavia, como parte do programa estatal do Fundo Revive Natureza.